# Haiyan (Jiaxing)
Der Kreis Haiyan (chinesisch 海盐县, Pinyin Hǎiyán Xiàn) ist ein Kreis der bezirksfreien Stadt Jiaxing im Norden der chinesischen Provinz Zhejiang. Er hat eine Fläche von 524 km² und zählt 456.775 Einwohner (Stand: Zensus 2020). Sein Hauptort ist die Großgemeinde Wuyuan (武原镇).